# 橋詰優子のおはようチャイナ
橋詰優子のおはようチャイナ（はしづめゆうこのおはようチャイナ）は、大阪・ABCラジオ（朝日放送）で放送されていたラジオ番組である。

## 概要
2005年4月2日放送開始。朝日放送の上海・台北支局からの中国トレンド情報を交えながら、4千年の歴史を持つ中国の新しい魅力を伝える。
番組初期の放送日時は、毎週土曜日午前5時30分から6時29分だった。2008年秋改編により放送時間が縮小され、2008年10月4日の放送より土曜日午前6時～6時30分の30分番組として放送された。また2009年春改編により、2009年4月5日より日曜日午前8時10分～30分の番組として放送された。
2009年10月4日でレギュラー放送を終了した後、同年10月10日より関連番組として、橋詰優子が中国文化を紹介する特別番組『橋詰優子のチャイナ!チャイナ!』が月1回程度放送された。
その後2010年4月より、土曜日午前5時30分からの30分番組として放送が復活するも、わずか半年後の10月2日で終了となった。

## 出演者
- 橋詰優子（朝日放送アナウンサー）

## リンク
- 公式ホームページ

| ABCラジオ 土曜日午前5:30-6:00                                                                                         | ABCラジオ 土曜日午前5:30-6:00                          | ABCラジオ 土曜日午前5:30-6:00                                            |
| 前番組 | 番組名                                                 | 次番組                                                                   |
| --- | ------------------------------------------------------ | ------------------------------------------------------------------------ |
| 中村翫雀関西元気サプリ                                                                                                | 橋詰優子のおはようチャイナ （2005年4月-2008年9月）     | かつみ・さゆりのお気に入りでチュッ                                       |
| 土曜日午前6:00-6:30                                                                                                   |                                                        |                                                                          |
| 橋詰優子のおはようチャイナ(5:00-6:30)                                                                                 | 橋詰優子のおはようチャイナ （2008年10月-2009年3月）    | 世界名曲大全集                                                           |
| 日曜日午前8:10-8:30                                                                                                   |                                                        |                                                                          |
| TOTOリモデル 住まいの何でも大事典 (8:10 - 8:20)細川茂樹・若林史江の株式講座〜スタイリッシュ投資ライフ〜 (8:20 - 8:30) | 橋詰優子のおはようチャイナ （2009年4月-2009年10月4日） | イベント倶楽部 (8:10 - 8:20)日曜落語 〜なみはや亭〜(8:20-9:00) ※時間拡大 |
| 土曜日午前5:30分-6:00                                                                                                 |                                                        |                                                                          |
| かつみ・さゆりのお気に入りでチュッ                                                                                    | 橋詰優子のおはようチャイナ （2010年4月10日 - 10月2日） | 仁鶴の楽書き帖 ※30分繰り下げて継続                                       |